# Sanie la Jocurile Olimpice de iarnă din 2018
Probele sportive de sanie la Jocurile Olimpice de iarnă din 2018 s-au desfășurat în perioada 9-25 februarie 2018 la Pyeongchang, Coreea de Sud la Alpensia Sliding Centre.

## Sumar medalii

### Clasament pe țări
| Loc   | Țară                             | Aur | Argint | Bronz | Total |
| ----- | -------------------------------- | --- | ------ | ----- | ----- |
| 1     | Germania (GER)                   | 3   | 1      | 2     | 6     |
| 2     | Austria (AUT)                    | 1   | 1      | 1     | 3     |
| 3     | Canada (CAN)                     | 0   | 1      | 1     | 2     |
| 4     | Statele Unite ale Americii (USA) | 0   | 1      | 0     | 1     |
| Total | Total                            | 4   | 4      | 4     | 12    |

### Probe sportive
| Probă sportivă            | Aur                                                                                  | Aur      | Argint                                                                   | Argint   | Bronz                                                                           | Bronz    |
| Simplu masculin detalii   | David Gleirscher · Austria (AUT)                                                     | 3:10,702 | Chris Mazdzer · Statele Unite ale Americii (USA)                         | 3:10,728 | Johannes Ludwig · Germania (GER)                                                | 3:10,932 |
| Simplu feminin detalii    | Natalie Geisenberger · Germania (GER)                                                | 3:05,232 | Dajana Eitberger · Germania (GER)                                        | 3:05,599 | Alex Gough · Canada (CAN)                                                       | 3:05,644 |
| Dublu detalii             | Tobias Wendl · și Tobias Arlt · Germania (GER)                                       | 1:31,697 | Peter Penz · și Georg Fischler · Austria (AUT)                           | 1:31,785 | Toni Eggert · și Sascha Benecken · Germania (GER)                               | 1:31,987 |
| Ștafetă pe echipe detalii | Germania (GER) · Natalie Geisenberger · Johannes Ludwig · Tobias Wendl · Tobias Arlt | 2:24,517 | Canada (CAN) · Alex Gough · Samuel Edney · Tristan Walker · Justin Snith | 2:24,872 | Austria (AUT) · Madeleine Egle · David Gleirscher · Peter Penz · Georg Fischler | 2:24,988 |